# Charlotte Bøving (læge)
 Der er flere personer med dette navn, se Charlotte Bøving.
Charlotte Bøving (født 1. juni 1967) er en dansk læge med lægepraksis i Jugendhuset i Varde.
Charlotte Bøving har været tv-læge i DR-programmet Lægen flytter ind og tv-vært i programmet Jagten på Stilheden.
Charlotte Bøving er også blevet kendt for at have fortalt om sine problemer med at have en psykopatisk far i bl.a. TV-programserien Din psykopat!.
I 2018 medvirkede hun i naturprogramserien Bidt, brændt og stukket, hvor værten Sebastian Klein bliver udsat for dyr i den danske natur der kan bide og stikke.